# Агрегатор (электронная коммерция)
Агрега́тор — электронная торговая площадка, обеспечивающая проведение закупок «в один приём». Агрегатор рационализирует снабжение благодаря использованию большого числа каталогов, ориентированных по группам покупателей. 
Модель агрегатора поддерживает процесс закупок вплоть до заключения договоров поставки с различными продавцами и обеспечивает покупателя информацией о состоянии поставки.
Отдельным подвидом является агрегатор товаров, позволяющий пользователям выбирать и сравнивать товары сразу из нескольких магазинов.